# Zdzisław Pawłowski
Zdzisław Wiesław Pawłowski (ur. 4 kwietnia 1955) – polski duchowny katolicki, profesor nauk teologicznych, tłumacz Biblii, nauczyciel akademicki Uniwersytetu Mikołaja Kopernika w Toruniu, proboszcz parafii św. Anny w Bobrownikach w diecezji włocławskiej.

## Życiorys
W 1980 ukończył studia w Wyższym Seminarium Duchownym we Włocławku i przyjął święcenia kapłańskie z rąk biskupa ordynariusza diecezji włocławskiej – Jana Zaręby. W 1991 otrzymał tytuł licencjata nauk biblijnych w Papieskim Instytucie Biblijnym w Rzymie. Stopień naukowy doktora teologii uzyskał w 1988, a stopień naukowy doktora habilitowanego uzyskał w 2004. W 2015 otrzymał tytuł naukowy profesora nauk teologicznych.
Specjalizuje się w biblistyce. Pełni funkcję kierownika Zakładu Egzegezy i Teologii Starego Testamentu w Katedrze Biblistyki Wydziału Teologicznego Uniwersytetu Mikołaja Kopernika w Toruniu. 

## Ważniejsze publikacje
- Kazanie na Górze - Osiem Błogosławieństw (1995)
- Kazanie na Górze - Osiem Błogosławieństw. [Cz.] 2 (1996)
- Kazanie na Górze - Osiem Błogosławieństw. [Cz.] 3 (1996)
- Kazanie na Górze - Osiem Błogosławieństw. [Cz.] 6 (1996)
- Kazanie na Górze - Osiem Błogosławieństw. [Cz.] 7 (1996)
- Kazanie na Górze - Osiem Błogosławieństw. [Cz.] 8 (1996)
- Osiem błogosławieństw (1997)
- Narracja i egzystencja. Genesis w hermeneutyce opowieści (2013)